# Escut de Burjassot
L'escut de Burjassot és un símbol representatiu sense oficialitzar de Burjassot, municipi del País Valencià, comarca de l'Horta Nord. Té el següent blasonament:
| « | Escut espanyol truncat i mig partit. Al primer, d'atzur, castell somat per una lluneta muntant i flanquejat de dos pins. Al segon, de gules, una torre sostenint al sinistre una cigonya ardida. Al tercer, d'argent, creu patriarcal d'or acostada pels braços d'una balança, també d'or. Gaiat curvilini a la punta i abaixat, d'argent, amb un piló de les Sitges. En un filacteri circumval·lant l'escut, la llegenda «cuncta adversa fuget prospera cuncta serat». Per timbre, corona de marqués modificada. | » |

## Història
Burjassot no té un escut oficial, però utilitza aquest «de facto».
El castell i els pins són una al·lusió directa a la suposada etimologia de la paraula Burjassot, d'origen àrab, composta, segons es creu, dels vocables burg (torre) i Sot (bosc), segons l'historiador Escolano. La segona partició amb la torre i la cigonya representa a Misser Domingo Mascó, un dels primers senyors de Burjassot, segons Mossèn Febrer. La tercera és la Creu Patriarcal de Sant Joan de Ribera, símbol del titular de l'Arxiprestal de Sant Miquel Arcàngel. El piló és una de les 41 tapadores de les Sitges de Burjassot. La llegenda, «cuncta adversa fuget prospera cuncta serat» («espanta l'advers, fomenta el favorable») està presa d'un vers que va manar pintar Sant Joan de Ribera en el saló d'actes del castell.